# Tursac
Tursac is een gemeente in het Franse departement Dordogne (regio Nouvelle-Aquitaine) en telt 340 inwoners (1999). De plaats maakt deel uit van het arrondissement Sarlat-la-Canéda. Vlak bij Tursac bevindt zich de Abri de la Madeleine.

## Geografie
De oppervlakte van Tursac bedraagt 17,6 km², de bevolkingsdichtheid is 19,3 inwoners per km².
De onderstaande kaart toont de ligging van Tursac met de belangrijkste infrastructuur en aangrenzende gemeenten.

## Demografie
Onderstaande figuur toont het verloop van het inwonertal..